# Все свободны
«Все свободны» — независимый книжный магазин, открытый в Санкт-Петербурге в 2011 году. Изначально располагался в помещении по адресу набережная реки Мойки, 28, в начале 2019-го переехал на улицу Некрасова, 23.

## История
Идея создать независимый книжный магазин родилась у его владельцев Артёма Фаустова и Любови Беляцкой в 2010 году. Уже в мае 2011 года «Все свободны» открылся в помещении по адресу набережная реки Мойки, 28. Фаустов и Беляцкая опирались на пример московского «Фаланстера», однако вскоре их книжный выработал собственные стиль и атмосферу. Принципиальное отличие независимого книжного от сетевых магазинов состоит в авторском, вручную подобранном владельцами ассортименте книг: во многом исходя из собственных вкусов, они ориентируются на начитанную аудиторию и предлагают интеллектуальную литературу от независимых издательств, а также малотиражные и редкие книги. В магазине представлены издания по философии, социологии, культурологии, психологии, научпоп, андеграундная проза, классическая и современная художественная литература и поэзия. Магазин работал как дискуссионная площадка, в нём проводились встречи с авторами, лекции и кинопоказы, отдельная полка предназначалась для буккроссинга.
В июне 2018 года магазин запустил краудфандинговый сбор средств на ремонт и улучшение интерьера. Сумма пожертвований превысила намеченные организаторами 200 тыс. рублей, уже в августе были закончены работы и открыт дополнительный зал. Однако в январе 2019-го арендодатель продал помещение и попросил магазин съехать в кратчайшие сроки. Через соцсети владельцам «Все свободны» удалось найти новую локацию, и магазин переехал в здание по адресу улица Некрасова, 23. Из-за размеров нового помещения пришлось отказаться от лекционной программы, но в магазине проводятся презентации книг авторами.
В марте 2023 года неизвестный выстрелил в витрину магазина, предположительно, так как ему не понравилась расположенная в ней надпись «Миру мир». В декабре того же года неизвестные наклеили поверх вывески стикер Za. В том же месяце сотрудники магазина убрали надпись по требованию полиции.
В сентябре 2024-го был открыт второй зал магазина — в нём расположилось кафе и зона для проведения культурных мероприятий.

## Проекты

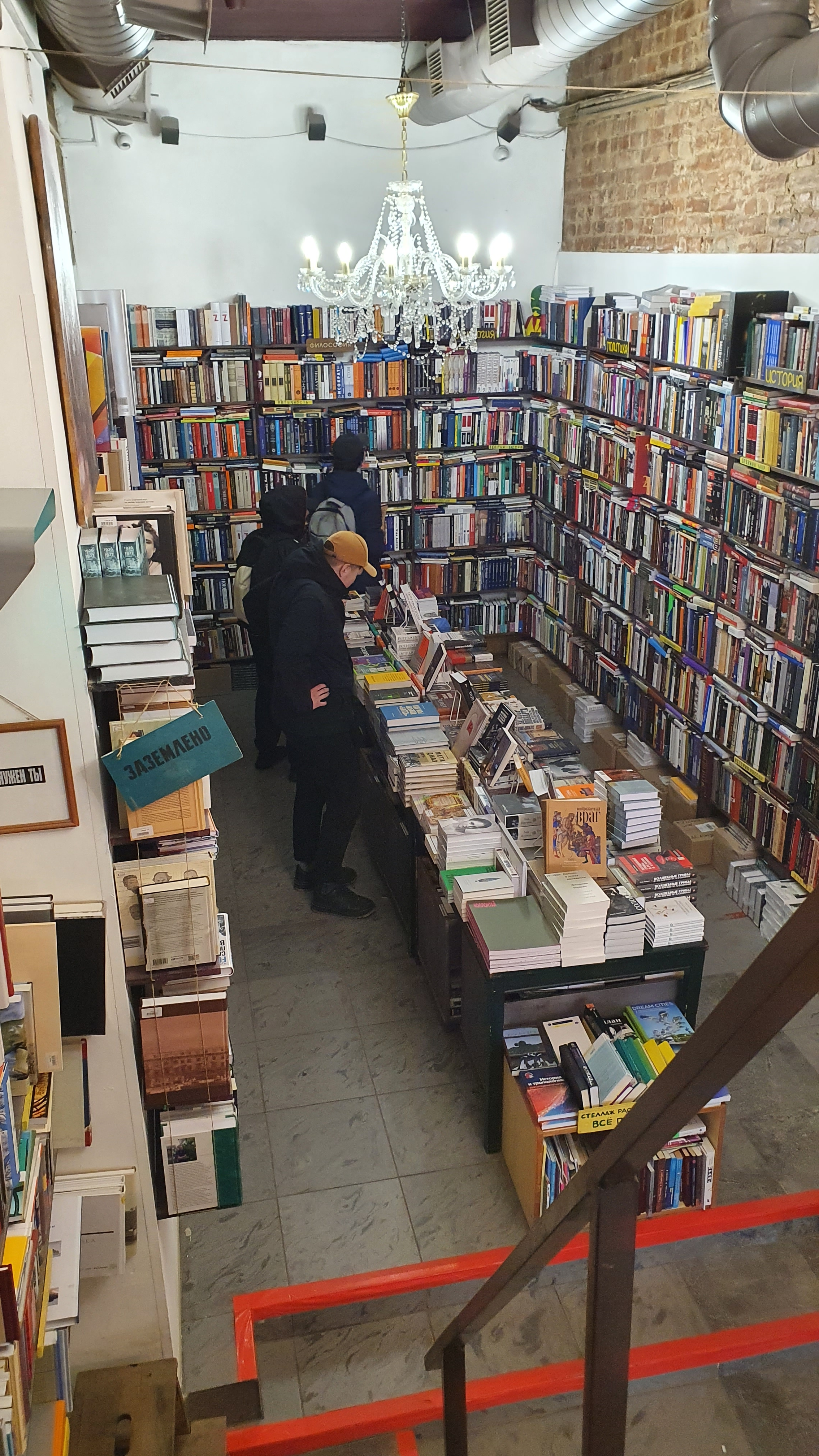
Интерьер магазина на улице Некрасова, 2022

В апреле 2013 года создатели «Все свободны» открыли новый книжный магазин «МЫ», ориентированный преимущественно на художественную, детскую и научно-популярную литературу. Он располагался на Невском проспекте, 20, на третьем этаже проекта Biblioteka. «МЫ» проработал до конца 2016 года, после чего был закрыт. По словам организаторов, одной из основных причин стала разная политика с владельцами Biblioteka, которые больше ориентировались на коммерческой составляющей проекта, тогда как владельцы «МЫ» — на культурной.
В 2017 году «Все свободны» запустили собственное издательство, первым проектом которого стала книга Александра Бренера «Ка, или Тайные, но истинные истории искусства». В 2018 году выпустили книгу Романа Михайлова «Изнанка крысы» и роман «Календарь» Евгения Алёхина, в 2019 году — сборник «Сказки для девочек», созданный совместно с феминистским проектом «Рёбра Евы», а в 2020 — трилогию Роберта Антона Уилсона «Кот Шрёдингера». В 2022 году была издана книга «Тысяча лайков земных. Записки технотеолога. Сезон 1» петербургского философа Михаила Куртова.
В 2019 году «Все свободны» создали интерактивную карту независимых книжных магазинов России. В 2021-м на ней были отмечены 110 точек, из них 27 в Санкт-Петербурге и 23 в Москве.
В 2020 году «Все свободны» и ещё 4 независимых книжных магазина — «Порядок слов», «Смена», «Маршак» и «Пиотровский» — провели в онлайн-формате музыкальный фестиваль «Редкие виды», вырученные средства от которого направили на восстановление после карантина в период пандемии Covid-19. В фестивале приняли участие музыканты Борис Гребенщиков, Евгений Фёдоров, Найк Борзов, литературный критик Галина Юзефович, поэт Вера Полозкова, режиссёр Рената Литвинова и многие другие деятели российской культуры.
В апреле 2022 года магазин провёл благотворительную распродажу, выручка от которой составила 260 тыс. рублей. Средства перевели благотворительной организации «Ночлежка», правозащитному центру «Апология протеста» и приютам для животных.
Выпущенная издательством «Все свободны» в 2024 году книга Антона Секисова «Зоны отдыха» возглавила топ продаж независимых книжных, в течение полугода было напечатано три тиража.